# L’histoire naturelle des estranges poissons marins

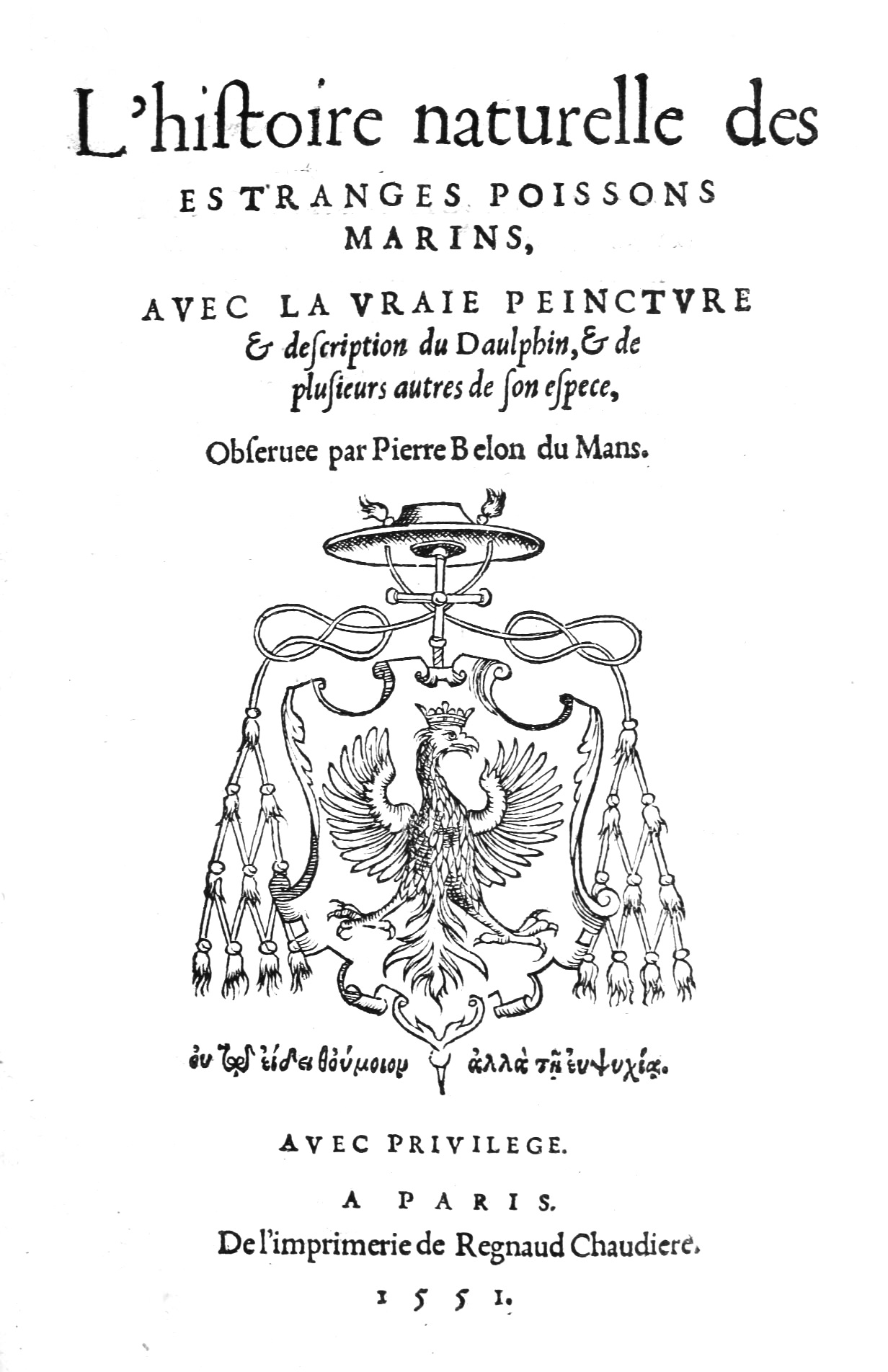
Titelseite

L’histoire naturelle des estranges poissons marins (Naturgeschichte der fremden Meeresfische) ist ein 1551 in Paris erschienenes Werk von Pierre Belon. Es ist das erste gedruckte Werk, das sich, dem damaligen Verständnis entsprechend, mit der Gruppe der „Fische“ beschäftigt, sich aber hauptsächlich der Naturgeschichte des Delfins widmet. Zwei Jahre später erschien unter dem Titel De aquatilibus (Von den Wassertieren) eine erheblich erweiterte Ausgabe in Latein, die wiederum 1555 in französischer Sprache herausgegeben wurde.

## Werk
Der Quartband L’histoire natvrelle des estranges poissons marins, avec la vraie peinctvre & description du Daulphin, & de plusieurs autres de son espece wurde bei Regnaud Chaudiere gedruckt.
Das in zwei „Bücher“ unterteilte Werk besteht aus 55 Blättern mit durchgängiger Paginierung. Das zweite „Buch“ beginnt mit einer eigenen Titelseite auf Blatt 33.  Die „Bücher“ umfassen 48 bzw. 26 Kapitel. 22 Holzschnitte illustrieren den Textteil.

### Inhalt

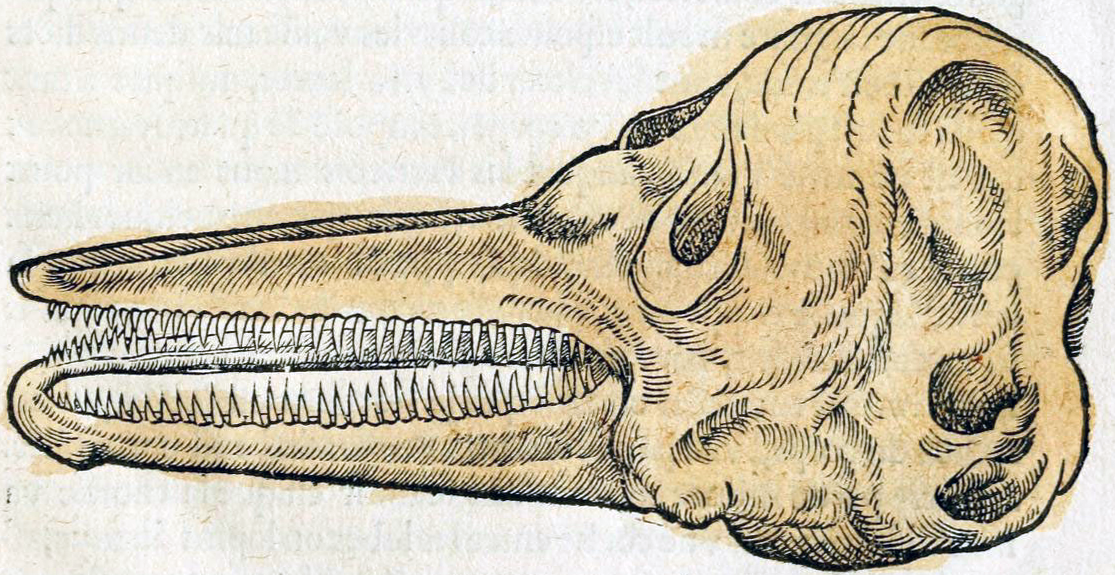
Delfinschädel

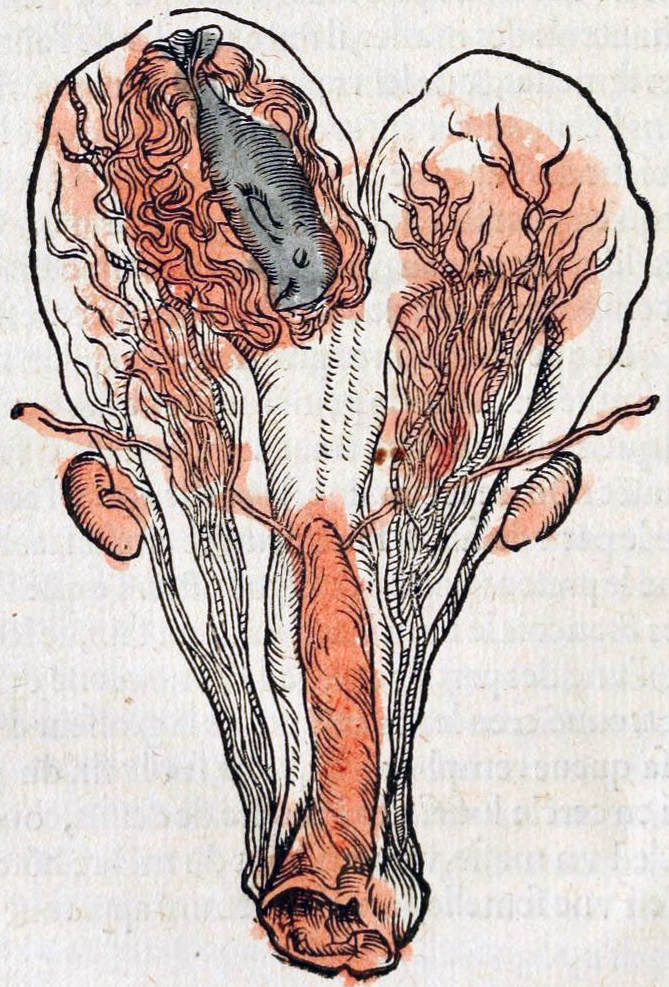
Fötus im Uterus eines Schweinswals, ein erstes Beispiel der Embryologie

Das Werk beschäftigt sich mit „Wassertieren“, also Fischen im weiteren Sinn und umfasst das Flusspferd ebenso sowie einigen Arten der Ordnung Wale. Diese gliederte Belon lose entsprechend ihrer Abmessungen in:
- Le balene (Bartenwale)
- Le chauderon (Pottwal?)
- Le daulphin (Gemeiner Delfin)
- Le marsouin (Gewöhnlicher Schweinswal)
- L’Oudre (Großer Tümmler).

Von diesen Meeressäugern beschrieb Belon ihre Plazenta und die Milchdrüsen. Er bemerkte das ihre Anatomie mit dem menschlichen Bauplan übereinstimmt, da sie Merkmale wie Leber, Brustbein, Lungen, Herz, das Skelett im Allgemeinen, Gehirn und Geschlechtsorgane aufwies. Belon stellte außerdem fest, dass die Anatomie des Delfingehirns in allen seinen Teilen mit der des Menschen übereinstimmt.

### Gliederung
- A monseigneur monsieur le reuerendissime cardinal de Chastillon […] (Widmung)
- Preface (Vorwort)
- Le premier liure de l’histoire natvrelle des etranges poissons marins, auec la vraie peincture & toute la description des parties exterieures du daulphin, & plusieurs autres de son espece
- Le second liure de l’histoire natvrelle des estranges poissons marins, auec la vraie peincture & description des parties interieures du daulphin, & plusieurs autres de son espece
- Table des noms propres contenant seulement les choses plvs notables de ce present liure
- Favltes advenves a l’impression

### Illustrationen

Erstes Buch
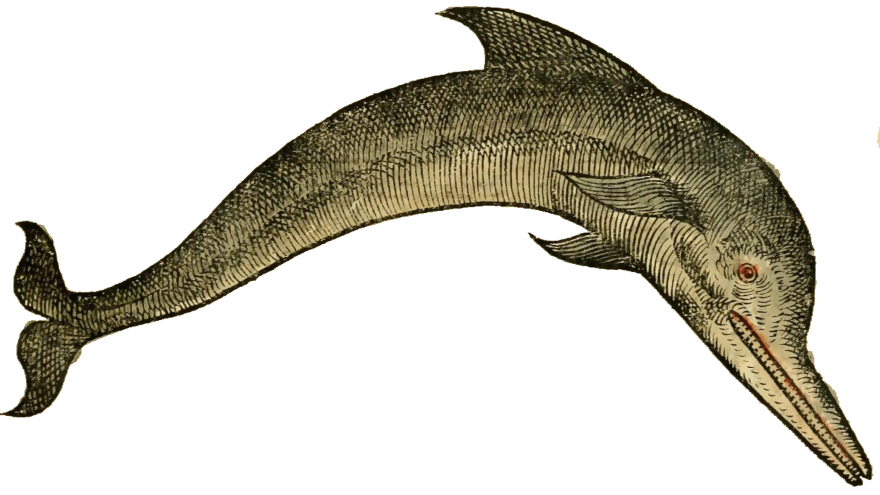
S. 11r
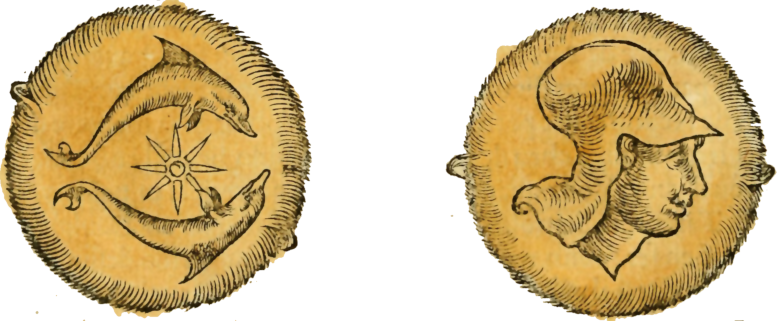
S. 12v
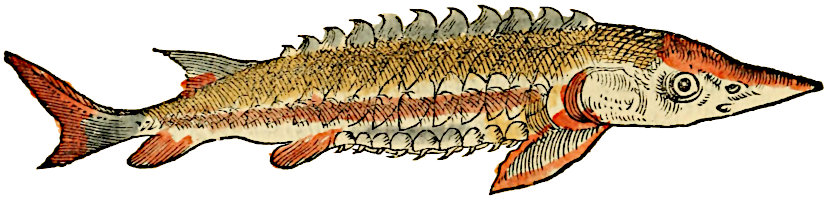
S. 13v: Acipenser sturio
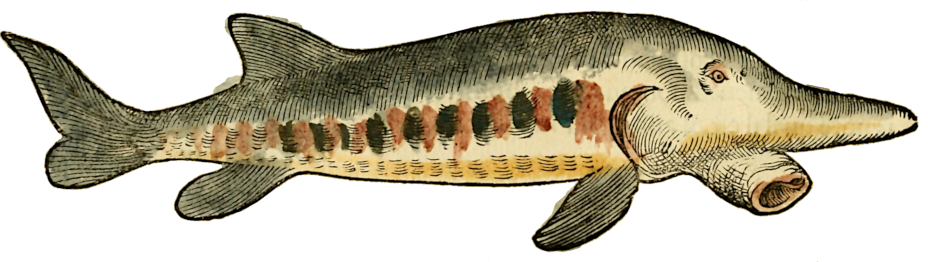
S. 13v: Acipenser attilus
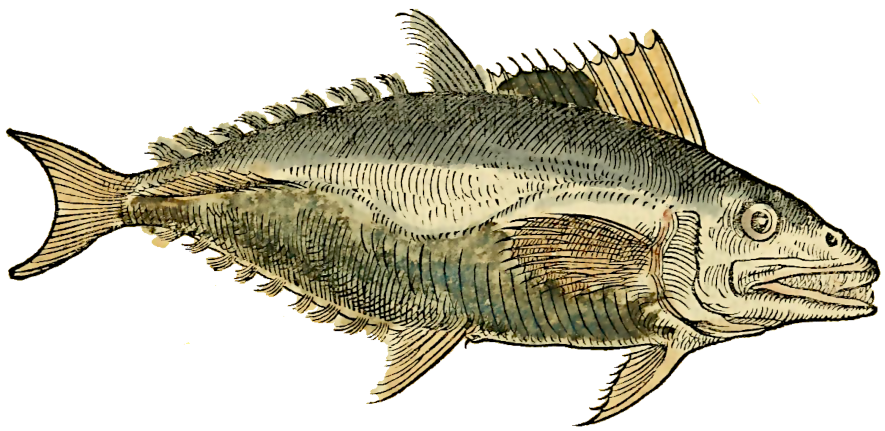
S. 14r: Thunnus thynnus
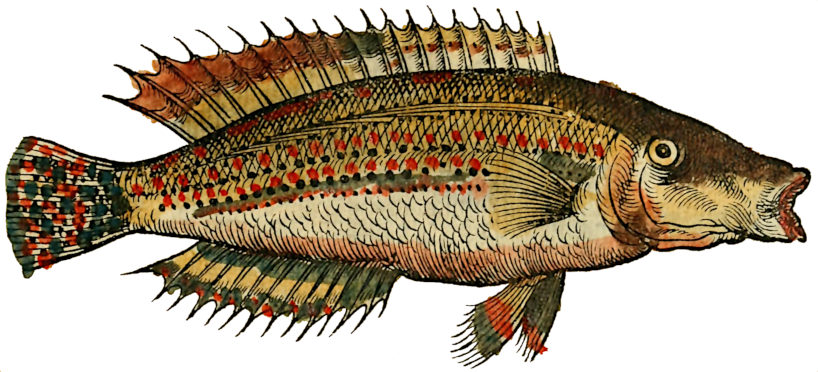
S. 18r: Symphodus tinca
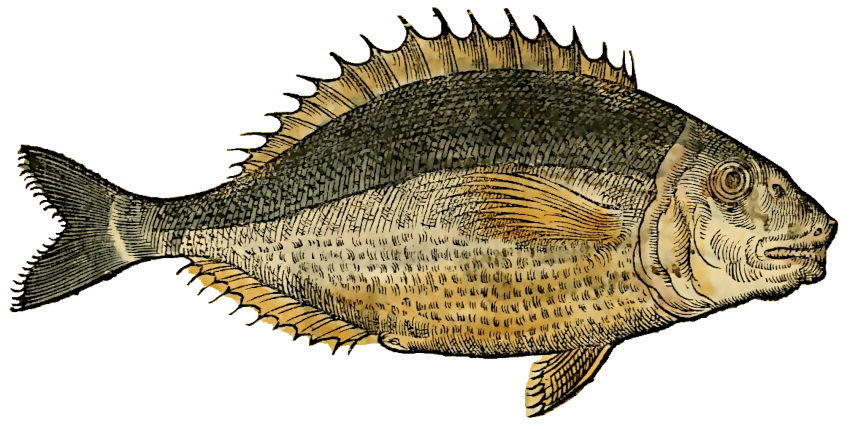
S. 18v: Spondyliosoma cantharus
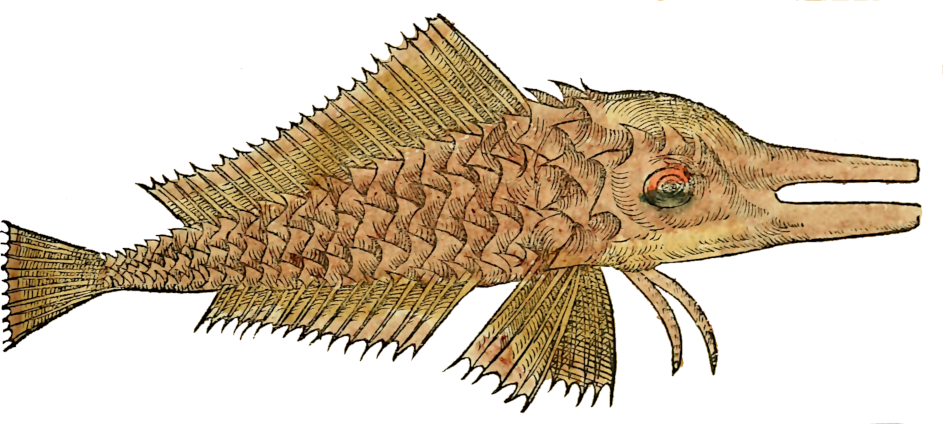
S. 19r: Peristedion cataphractum
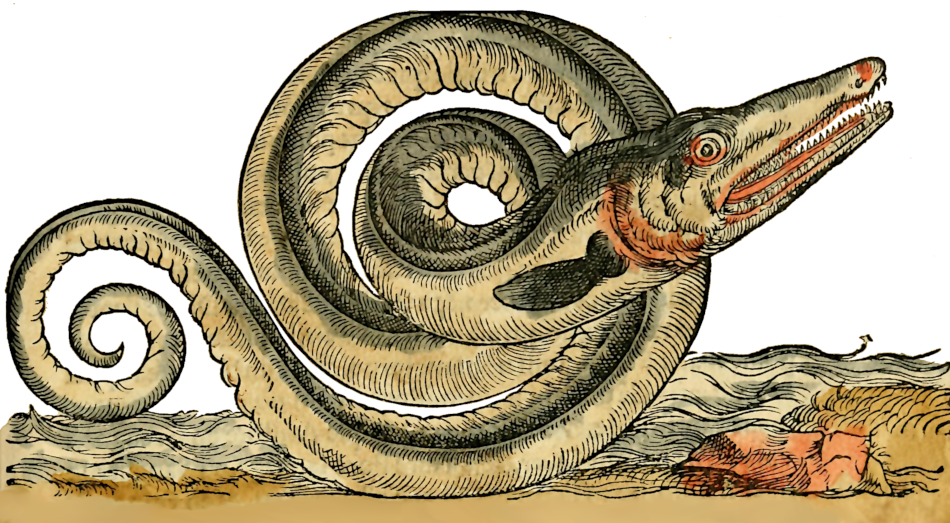
S. 20r
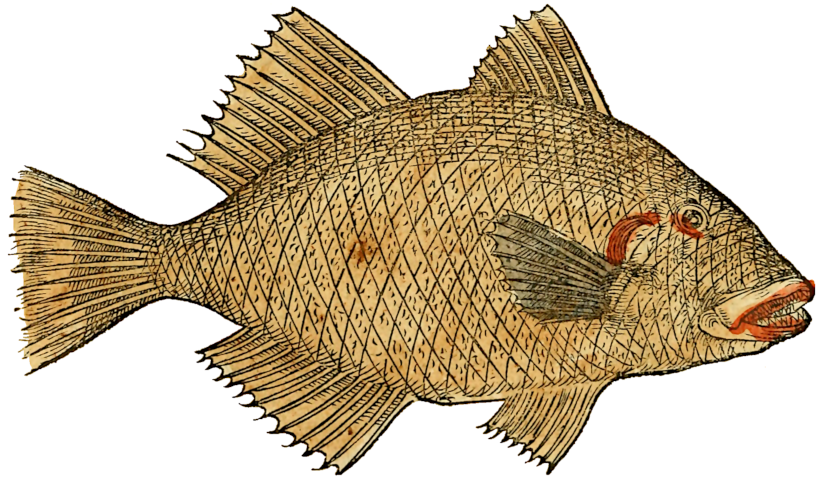
S. 20v
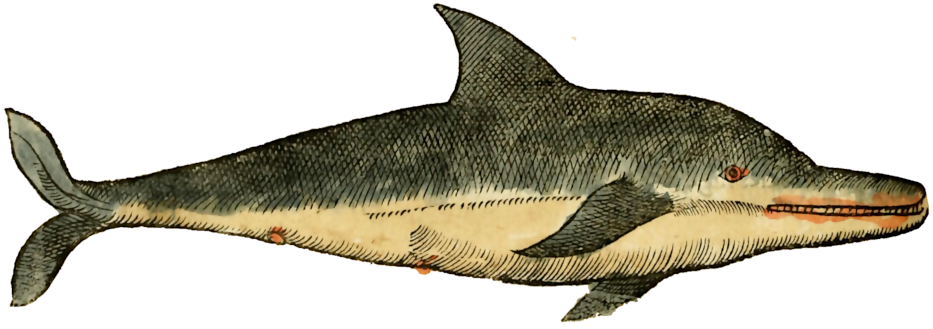
S. 28v: Tursiops truncatus
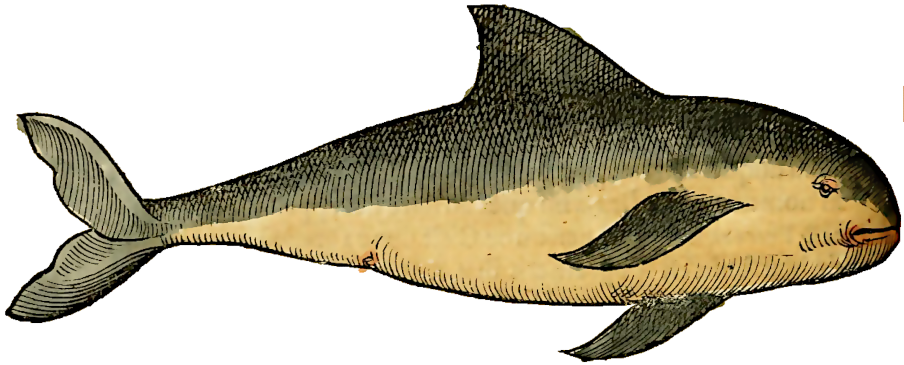
S. 29v: Phocoena phocoena
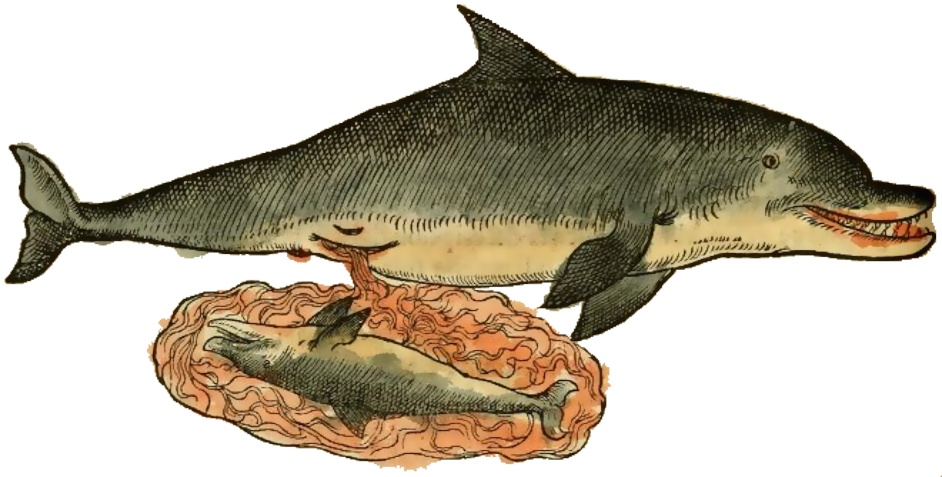
S. 32v

Zweites Buch
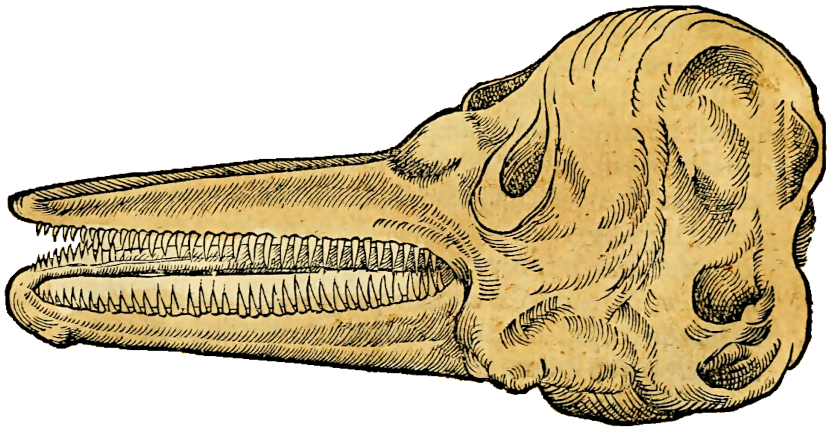
S. 38r
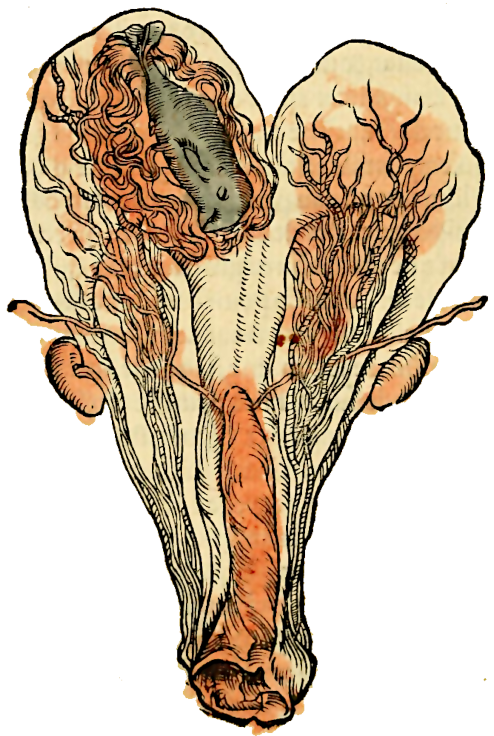
S. 40v
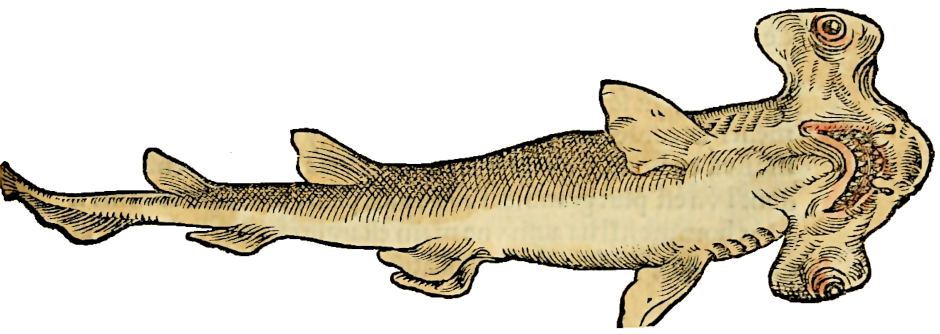
S. 45r: Sphyrna zygaena
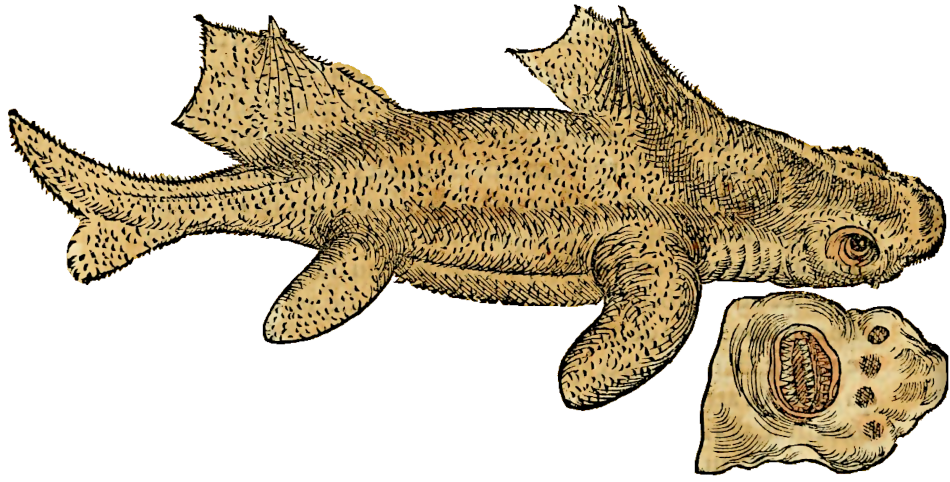
S. 46v: Oxynotus centrina
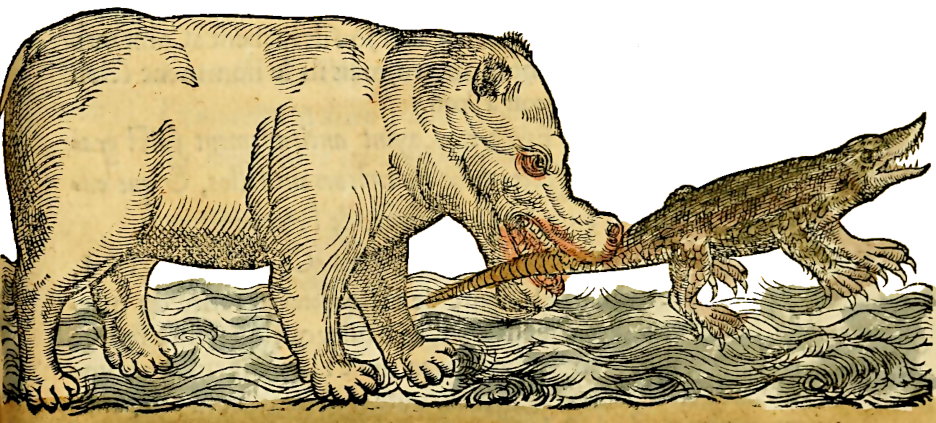
S. 50r: Hippopotamus amphibius
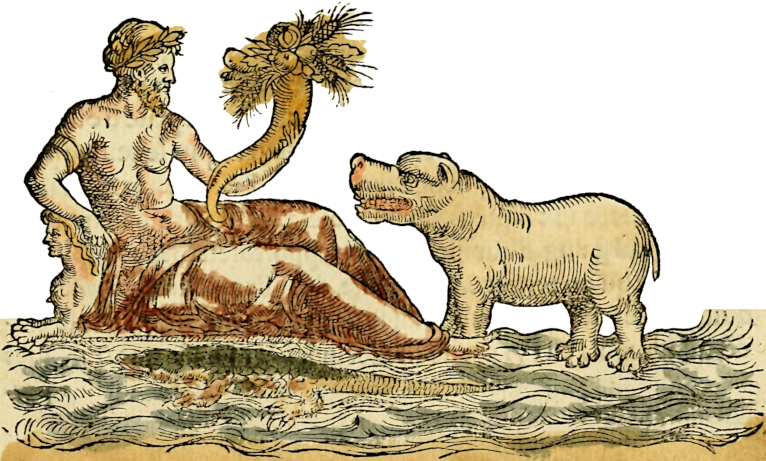
S. 51r: Hippopotamus amphibius
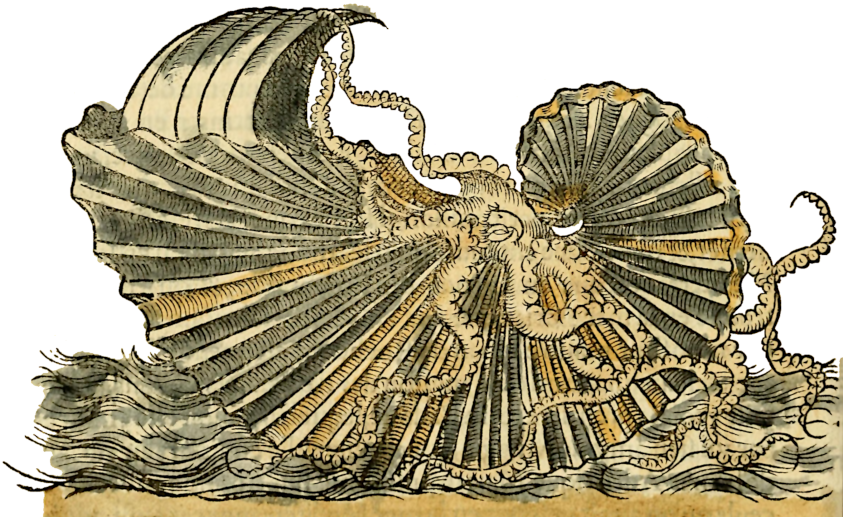
S. 52v: Argonauta argo
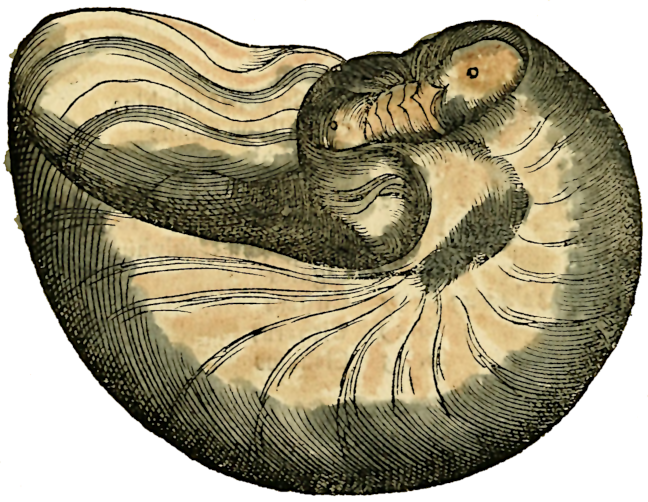
S. 55r: Nautilus pompilius